# Kraftwerk Wallerawang
Das Kraftwerk Wallerawang (englisch Wallerawang Power Station) ist ein ehemaliges Kohlekraftwerk in Wallerawang, New South Wales, Australien. Das Kraftwerk ist im Besitz von EnergyAustralia (EA) und wurde auch von EA betrieben. Es wurde Ende 2014 stillgelegt und soll ab 2019 abgerissen werden. Die installierte Leistung von Wallerawang betrug zuletzt 1 GW. Das Kraftwerk diente zur Abdeckung der Grundlast.

## Kraftwerksblöcke
Das Kraftwerk ging 1957 in Betrieb. Es bestand zuletzt aus zwei Blöcken, die von 1976 bis 1982 in Betrieb gingen. Die folgende Tabelle gibt einen Überblick:
| Block | Max. Leistung (MW) | Betriebsbeginn | Turbine       | Generator     | Dampfkessel              |
| ----- | ------------------ | -------------- | ------------- | ------------- | ------------------------ |
| 1     | 500                | 1976           | C. A. Parsons | C. A. Parsons | International Combustion |
| 2     | 500                | 1980           | C. A. Parsons | C. A. Parsons | International Combustion |

## Stilllegung
Im Januar 2013 wurde ein Block des Kraftwerks heruntergefahren und für 12 Monate eingemottet. Ende März 2014 wurde das ganze Kraftwerk heruntergefahren. Im November 2014 gab Energy Australia bekannt, dass es das Kraftwerk Wallerawang aufgrund seines Alters und zurückgehender Stromnachfrage stilllegen wird. Im Februar 2019 wurde der Plan für den Abriss des Kraftwerks veröffentlicht.